# 馬場俊英
馬場 俊英（Toshihide Baba）（1967年3月20日—）是日本一位創作歌手，出生於埼玉縣寄居町。所屬唱片公司是華納音樂（日本），而經紀公司則是研音。

## 簡歷
- 1983年組成樂隊"Suns train"出道。在樂隊解散（1992年）前共推出了兩張專輯。
- 1985年於埼玉縣立熊谷西高等學校畢業。
- 樂隊解散後翌年開始以個人名義發展。1994年開始向各大唱片公司寄出自創的歌曲。
- 1995年，自創曲「Heartbeats Groove」被採用為佐藤聖子第七張單曲的主題歌曲。此後也一直為佐藤聖子創作歌曲。在創作了佐藤聖子的名曲後，也開始為森口博子提供歌曲。
- 1996年2月21日推出唱片，正式以個人名義出道。
- 2008年10月，為新幹線0系的退役活動編寫主題曲。
- 2008年12月23日，在大阪城禮堂舉辦首次演唱會。

## 外部連結
- http://www.babatoshihide.com （页面存档备份，存于）（日語）